# Onthophagus paluma
Onthophagus paluma là một loài bọ cánh cứng trong họ Bọ hung (Scarabaeidae).